# Ibn Battuta Mall
L'Ibn Battuta Mall è un centro commerciale di Dubai, negli Emirati Arabi Uniti.

## Descrizione
L'Ibn Battuta Mall è collocato presso l'autostrada E 11, vicino all'interscambio 6 che conduce a Jebel Ali 1, a sud-ovest di Dubai. Si tratta del centro commerciale a tema più grande del mondo: suddiviso in più zone ispirate ai luoghi visitati dal viaggiatore Ibn Battuta (Andalusia, Tunisia, Egitto, Persia, India e Cina), occupa una superficie pari a 521.000 metri quadrati, presenta circa 275 negozi, circa 50 ristoranti e oltre 4.500 posti auto.